# Wonderful Christmastime/Rudolph the Red-Nosed Reggae
Wonderful Christmastime/Rudolph the Red-Nosed Reggae è un singolo dell'artista rock britannico Paul McCartney, registrato nell'estate 1979 e pubblicato, in occasione del Natale dello stesso anno, dalle etichette discografiche Columbia, Parlophone ed EMI.

## Descrizione

### Wonderful Christmastime
Il brano è stato prodotto dallo stesso McCartney e ha riscosso un buon successo di vendite. Egli compose il pezzo in Si maggiore, e lo registrò da solo a casa sua durante le sessioni per il suo progetto solista McCartney II. Anche se i membri dei Wings non suonano nell'incisione, apparvero ugualmente nel relativo video musicale promozionale della canzone.
In seguito, la canzone è stata inserita come bonus track della ristampa dell'album Back to the Egg, accreditato al gruppo musicale Wings, del quale il cantautore faceva parte in quel periodo. Nel 2011 è stata inclusa nel disco bonus della special edition dell'album McCartney II rimasterizzato.

## Tracce

### Lato A
1. Wonderful Christmastime – 3:48 (Paul McCartney)

### Lato B
1. Rudolph the Red-Nosed Reggae – 1:46 (Johnny Marks)

## Classifiche
| Classifica (1979-2022) | Posizione raggiunta |
| ---------------------- | ------------------- |
| Australia              | 31                  |
| Norvegia               | 7                   |
| Nuova Zelanda          | 25                  |
| Svezia                 | 13                  |
| UK                     | 6                   |
| Paesi Bassi            | 20                  |
| Svizzera               | 19                  |

Il 45 giri è entrato in classifica altre due volte nel Regno Unito al n.44 nel 2007 e al n.72 4 anni dopo.